# Национален технически лицей „Омар Бонго“
Националният технически лицей „Омар Бонго“ (на френски: Lycée Technique Nationale Omar Bongo) е разположен в Либревил, столицата на Габон.
Той е сред най-големите средни училища в страната с около 6000 ученици. Носи името на бившия президент на страната Омар Бонго (1935 – 2009).
Училището е временно затворено след 4-дневев изблик от насилие в стълкновения с ученици от друго училище на 22 януари 2004 г.